# Luca Martinelli (rugbista)
Luca Martinelli (Benevento, 9 marzo 1989) è un rugbista a 15 italiano.

## Biografia
Cresciuto nel U.S. Rugby Benevento con il quale esordì in serie A a 18 anni, Martinelli proseguì la formazione nell'Accademia federale FIR di Tirrenia e successivamente, nel 2008, entrò nelle Fiamme Oro con cui guadagnò la promozione dalla serie B alla serie A2 e successivamente all'A1.
A livello internazionale già aveva rappresentato l'Italia nel Mondiale B Under-19 e nel Sei Nazioni Under-20 del 2009.
Nel 2012 fu ingaggiato dalle Zebre, franchise italiana in Pro12, competizione in cui disputò 4 incontri; nello stesso anno debuttò nella Nazionale A di Guidi e Romagnoli in un incontro con i pari categoria inglesi all'Aquila.
Nel 2013 è tornato alle Fiamme Oro, che militano nel campionato di Eccellenza, per poi passare l'anno successivo, nel 2014, alla S.S. Lazio.

## Palmarès
- Trofei Eccellenza : 1
Fiamme Oro: 2013-14